# Kế hoạch «Y» và những cuộc phiêu lưu khác của Shurik
Kế hoạch «Y» và những cuộc phiêu lưu khác của Shurik (tiếng Nga: Операция «Ы» и другие приключения Шурика) là một bộ phim hài của đạo diễn Leonid Gaidai. Phim đã đạt được thành công lớn, là phim ăn khách nhất Liên Xô năm 1965, 69,6 triệu khán giả đã xem phim. Năm 1965 tại Liên hoan phim ngắn Krakow, phần "Ảo giác" đã đoạt giải thưởng chính Rồng Vàng Vavel.

## Lịch sử
Bộ phim gồm ba phần: "Đồng nghiệp", "Ảo giác" và "Kế hoạch Y". Tất cả ba phần được liên kết lại bởi hình tượng của một nhân vật chính - sinh viên Shurik vui nhộn và lơ đễnh trong diễn xuất của Aleksandr Demyanenko. "Kế hoạch Y và những cuộc phiêu lưu khác của Shurik" còn có sự xuất hiện của bộ ba nhân vật gian xảo - phản anh hùng Trus, Balbes và Byvaly từ các phim ngắn của Gaidai "Chó Barbos và chuyến du ngoạn bất thường" và "Những tay nấu rượu lậu".

## Nội dung

### Đồng nghiệp
Fedya là 1 kẻ du đãng nghiện rượu, trong 1 lần đi xe Bus công cộng hắn ngồi chệm trệ trên hàng ghế ưu tiên dành cho thương binh và trẻ em mặc cho người đi cùng chuyến khuyên nhủ nhường chỗ cho 1 người phụ nữ mang bầu, hắn còn cười nhạo và nói rằng "tôi cũng sắp làm cha". Thấy vậy chàng sinh viên Shurik liến giả làm thương binh đến chỗ hắn để yêu cầu nhừong ghế. Fed nhường ghê và Shurik mời người phụ nữ kia ngồi, biết bị lừa Fed nổi xung và hành hung Shurik, kết quả hắn bị cảnh sát phạt 15 ngày lao động công ích tại 1 công trừong xây dựng
Tại công trường xây dựng tình cờ hắn gặp lại Shurik đang đi làm thêm tại đây và Fed được phân công là "đồng nghiệp" với Shurik và hắn được thể bắt nạt cậu.
Trong lúc nghỉ trưa có 1 đàn ruồi đậu xung quanh mặt Fedya và Shurik đập ruồi vô tình đập vào mặt Fed, thế là diễn ra cuộc rượt đuổi giữa 2 người và kết quả Fed bị Shurik đáp sơn vào mặt.
Fedya đi tắm và bị Shurik dấu hết quần áo, tức giận hắn đuổi theo nhưng bị dính bẫy của Shurik và hắn bị cuộn tròn trong tấm thảm. Shurik dựng hắn dậy và dạy cho hắn 1 bài học

### Ảo giác
Các sinh viên đang ở giai đoạn nóng bỏng nhất trong năm học — kỳ thi sắp diễn ra. Shuruk tìm tập bài học để chuẩn bị đến môn thi.
Ghé phòng ký túc xá của bạn đồng khóa tên Đub Shurik thấy bạn đeo tai nghe. Đúng ra Đub cùng bạn Kostya đã nghĩ ra, rằng không cần học gạo và quay cóp sẽ trả thi với sự trợ giúp của máy phát thanh và thu thanh, nhưng anh không chia sẻ bí mật cho Shurik, mà chỉ nói rằng đang nghe người nổi tiếng nhất trong những năm gần đây Van Klibern.
Chạy quanh sân trường tìm tập, Shurik tình cờ tìm thấy cuốn tập của môn mình quan tâm trong tay của cô gái với cô bạn (sau đó hóa ra cô gái tên là Lida), anh theo không rời họ, đọc bài học qua vai của Lida và thậm chí không biết mình ở đâu và điều gì với mình. Tự Lida cầm tập. Shurik ngồi cạnh các ô gái trong xe điện bánh sắt Tatra-Т3. Từ xe điện bánh sắt đi ra chỉ Shurik và Lida, bạn của cô không cầm tập tạm biệt và đi đến bến mình cần. Như vậy Shurik vào căn hộ của Lida. Và anh, và cô chỉ tập trung chuẩn bị cho môn thi, hoàn toàn không chú ý đến nhau: Lida nghĩ rằng cạnh mình là bạn gái của cô, còn Shurik thì không nghĩ gì cả, ngoại trừ cuốn tập. Đọc kỹ và nghỉ ngơi, không rời khỏi cuốn tập, cả hai đi trả thi.
Giờ thi đã đến. Sự tinh quái của Đub và Kostya đã không giúp họ: giáo sư coi thi phát hiện ra kế hoạch của họ và đã mở máy nhiễu âm mang theo. Ngoại trừ tiếng ồn trong sóng âm thanh Đub chẳng nghe được gì và đã trượt kỳ thi... Chúng ta còn thấy một sinh viên tinh quái, xem các đề thi như các lá bài, lại còn yêu cầu giáo sư bóc. Sinh viên này bị trượt thậm chí ngay ở giai đoạn bóc đề.
Shurik và Lida, học bài kỹ, trả thi thành công, nhưng lẻ loi. Sau khi trả thi thành công, Shurik đánh dấu tại Máy bán nước có ga tự động, đã uống hai ly và hai ly đổ lên đầu mình. Bạn trai đến chỗ anh. Ở đây anh đã lịm người như cái cột: anh đã nhìn thấy cô gái-thiên thần mà làm anh như chơi vơi. Anh hỏi bạn trai đó là ai, bạn trai, may mắn là biết cô. Shurik yêu cầu bạn trai giới thiệu với Lida.
Lida và Shurik không biết nhau. Shurik rất hào hứng, nhưng chỉ tiễn Lida về nhà. Tại lối vào của tòa nhà nơi cô sống, một bất ngờ không dễ chịu chờ đợi họ: đống đồ đạc bừa bộn của người hàng xóm mới chuyển đến được bảo vệ bởi con chó dữ. Shurik Расхрабрившийся và sáng trí biết cách đưa bạn về đến phòng, anh thả con mèo vào thang máy, tuy nhiên khi quần nhau với con chó nó đã cắn rách quần anh. Lida đề nghị khâu quần cho Shurik, như vậy anh lại vào căn hộ của cô lần nữa.
Shurik tin rằng mình đã ở đây (từ déjà vu vẫn chưa có trong tiếng Nga). Lida cho rằng Shurik có khả năng thấy trước hay Thần giao cách cảm, như Wolf Messing. Cô nghĩ ra việc kiểm tra. Shurik đã không vượt qua được, thay vì tìm con gấu bông, anh hôn Lida. Thêm đó, cuộc kiểm tra đã làm Lida bối rối...

#### Diễn viên
- Aleksandr Demyanenko... Shurik
- Natalia Seleznyova... Lida
- Vladimir Rautbart... giáo sư
- Viktor Pavlov... Dub
- Valery Nosik... sinh viên/tay chơi
- Georgy Georgiu... hàng xóm với giọng khàn
- Natalya Gitserot... vợ của hàng xóm
- Zoya Fyodorova... bà hàng xóm
- Sergei Zhirnov... bạn của Shurik
- Lyudmila Kovalets... cô bạn gái của Lida (gặp nhau trong xe điện bánh sắt)
- Viktor Zozulin... Kostya

#### Lời thoại thú vị
- Giáo sư, dĩ nhiên, ngưu bàng, nhưng bộ máy nhậnnn, nhậnnn! Nghe thế nào?
- — Còn tôi không thể! Tôi đau họng.

— Đau họng. Và đầu.
— Và đầu.
— Không có óc.
— Không có óc.

## Ê-kíp
- Âm nhạc: Aleksandr Zatsepin
- Thiết kế sản xuất: Artur Berger